# Tengchiena euroxestus
Tengchiena euroxestus es una especie de molusco gasterópodo de la familia Euconulidae en el orden de los Stylommatophora.

## Distribución geográfica
Es endémica de Australia.